# Aleksej Troitski
Aleksej Aleksejevitsj Troitski (Russisch: Алексей Алексе́евич Тро́ицкий) (Sint-Petersburg, 14 maart 1866 – aldaar, 14 augustus 1942) was een Russische auteur en componist van eindspelstudies in het schaakspel. Troitski formuleerde de principes van een goede eindspelstudie en maakte een indeling naar thema's. Zijn oeuvre beslaat honderden studies. Hij wordt beschouwd als een van de belangrijkste eindspelcomponisten en schreef het bekende boek 500 eindspelstudies uit 1924.

## Jongere jaren
In zijn studententijd ging hij om met enige schaakenthousiasten, waaronder Tsjigorin. Die spoorde hem aan, zijn studies te publiceren in de schaakrubriek van het blad Novoe Vremya. Zijn eerste studie werd in 1883 gepubliceerd. Hij verliet Sint-Petersburg in 1897 en verhuisde naar Smolensk. Hier werkte hij als hulpje voor een boswachter, voor eindspelstudies had hij in die jaren geen tijd. Troitski koos zelf eveneens voor een bestaan als boswachter. Het zou tot 1906 duren, voor er weer een publicatie van zijn hand verscheen in Deutsche Schachzeitung. Het onderwerp was twee paarden tegen pion. Zijn bevindingen vormden de basis voor een aanpassing van de vijftigzettenregel. Tussen 1908 en 1913 componeerde hij vele studies, daarnaast schreef hij een stuk voor het blad Niva, waarin hij de principes waaraan een goede eindspelstudie moest voldoen uiteenzette. Toen hij in 1917 al zijn papierwerk kwijtraakte, stokte zijn stroom studies wederom.

## Roerige tijden
Op latere leeftijd zag Troitski zijn land in grote beroering. Het eind van de negentiende eeuw was nog rustig. Daarna brokkelde het gezag van de tsaar langzaam af, resulterend in zijn val tijdens de Februarirevolutie, uitmondend in de Russische Revolutie en Russische Burgeroorlog. Tevens was hij getuige van de Grote Zuivering. Troitski wist deze turbulente tijden te overleven.
In 1923 vatte Troitski de draad weer op en begon opnieuw te componeren. Zijn harde werk mondde uit in een onderscheiding in 1928. Hij was de eerste die deze onderscheiding ontving. De toenmalige regering beschouwde de schaakstudie als een vorm van kunst. Na zijn pensioen keerde hij op 68-jarige leeftijd terug naar Leningrad en schreef zijn laatste werk Verzamelde schaakstudies. Zijn vriend Alexander Herbstman, die later ook een bekende studiecomponist werd, hielp hem het manuscript te checken en van annotaties te voorzien.

## Overlijden
Herbstman was ook degene die Troitski waarschuwde om tijdig uit Leningrad te vluchten vanwege de Duitse Operatie Barbarossa. Troitski weigerde; dit bleek een noodlottige inschattingsfout. Tijdens het Beleg van Leningrad ontstond grote hongersnood. Troitski bezweek hieraan in 1942; zijn resterende manuscripten gingen verloren.
- Bibliothèque nationale de France: cb167366614 (data)
- Gemeinsame Normdatei: 1159123527
- International Standard Name Identifier: 0000 0000 6544 5255
- Library of Congress Control Number: no2016043788
- Nationale Bibliotheek van Israël: 987007314396405171
- Nederlandse Thesaurus van Auteursnamen: 071666621
- Virtual International Authority File: 306166228
- WorldCat: E39PBJjmPtRQ7vhjFwdwh7RR8C